# Grobian
Grobian [ˈɡʀoːbi̯aːn] ist eine Bezeichnung für eine Person, der es an Feingefühl oder guten Manieren mangelt.
Das Wort, abgeleitet vom Adjektiv „grob“, ist im Frühneuhochdeutschen wohl im Scherz als makkaronische Analogiebildung zu Heiligennamen wie Damian entstanden, wie etwa die Verwendung in Sebastian Brants Narrenschiff nahelegt: eyn nuwer heylig heiszt Grobian. Möglich ist auch eine Ableitung oder Beeinflussung von „grober Johann“ bzw. „grober Hans“ – bei Luther als Hans Grobianus –, wobei Hans hier ähnlich wie bei Hanswurst oder Hansdampf in allen Gassen als Platzhalter für irgendeinen Namen steht. Das Wort Grobian findet sich auch in den skandinavischen Sprachen; im Schwedischen wurde es auf die im 17. Jahrhundert lebenden Adligen Johan Göransson Gyllenstierna und Johan Stenbock bezogen, die im Volksmund „Grob-Jan“ genannt wurden.
Als Grobianismus bzw. grobianisch wird ein Genre des 16.–17. Jahrhunderts bezeichnet: Tischzuchten, in denen die groben Sitten und Gepflogenheiten der Zeit satirisch beschrieben werden.

## Bedeutungsähnliche Begriffe
- Rüpel